# Juliette Clarens
Pour les articles homonymes, voir Clarens.
Juliette Marie Charlotte Dietz-Monnin dite Juliette Clarens, née  le 10 avril 1887 dans le 8e arrondissement de Paris et morte le 10 octobre 1978 dans le 16e arrondissement, est une chanteuse et une actrice française de théâtre et de cinéma.

## Biographie
Juliette Dietz-Monnin se fait une réputation de comédienne accomplie dans les salons mondains et fait ses débuts au théâtre sous le nom de Juliette Clarens dans 4 fois 7, 28 de Romain Coolus aux Bouffes-Parisiens en 1909.

## Théâtre
- 1909 : 4 fois 7, 28, comédie en trois Actes de Romain Coolus aux Bouffes-Parisiens[3].
- 1910 : Le jeune homme candide, pièce en 3 actes de Pierre Mortier aux Bouffes-Parisiens[4].
- 1911 : Voyage à deux de Jean-Jacques Bernard
- 1912 : Bel-Ami, pièce en huit tableaux, de Fernand Nozière, tirée du roman de Guy de Maupassant au Théâtre du Vaudeville[5].
- 1920 : Arsène Lupin, pièce en quatre actes de Francis de Croisset et Maurice Leblanc, reprise) au Théâtre de Paris[6].

## Filmographie partielle
- 1910 : Rigadin n'est pas sage de Georges Monca
- 1910 : Rigadin a un sosie (Rigadin et son sosie) de Georges Monca
- 1911 : Rigadin veut mourir de Georges Monca
- 1911 : Les Deux Chemins (ou Les Deux Sœurs) d'Albert Capellani
- 1912 : La Revanche du passé de René Leprince
- 1912 : Josette d'Albert Capellani
- 1914 : Mariage d'inclination de Daniel Riche
- 1918 : L'Argent qui tue de Georges Denola
- 1920 : Au travail d'Henri Pouctal